# 적란운

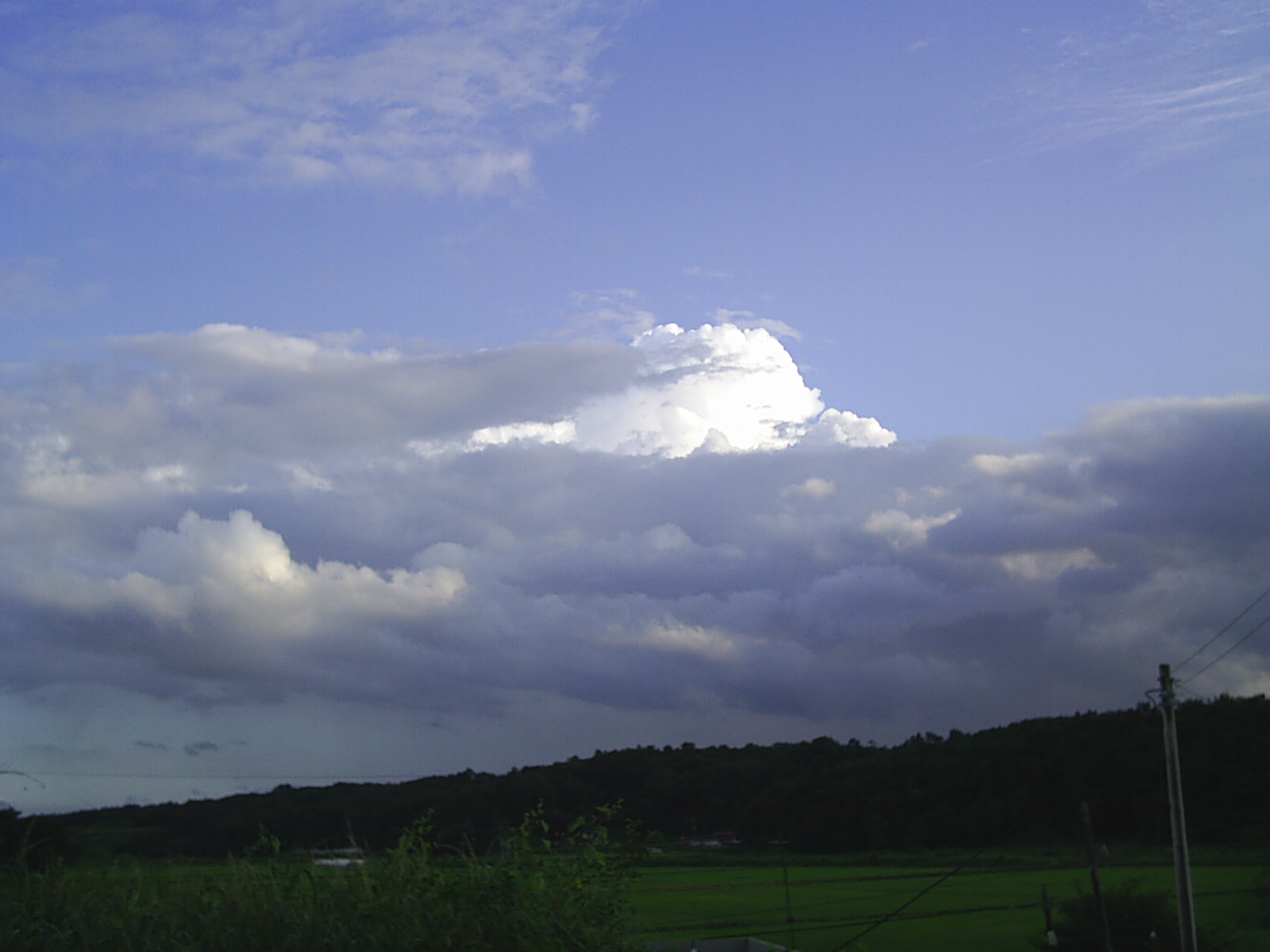
적란운 (대한민국)

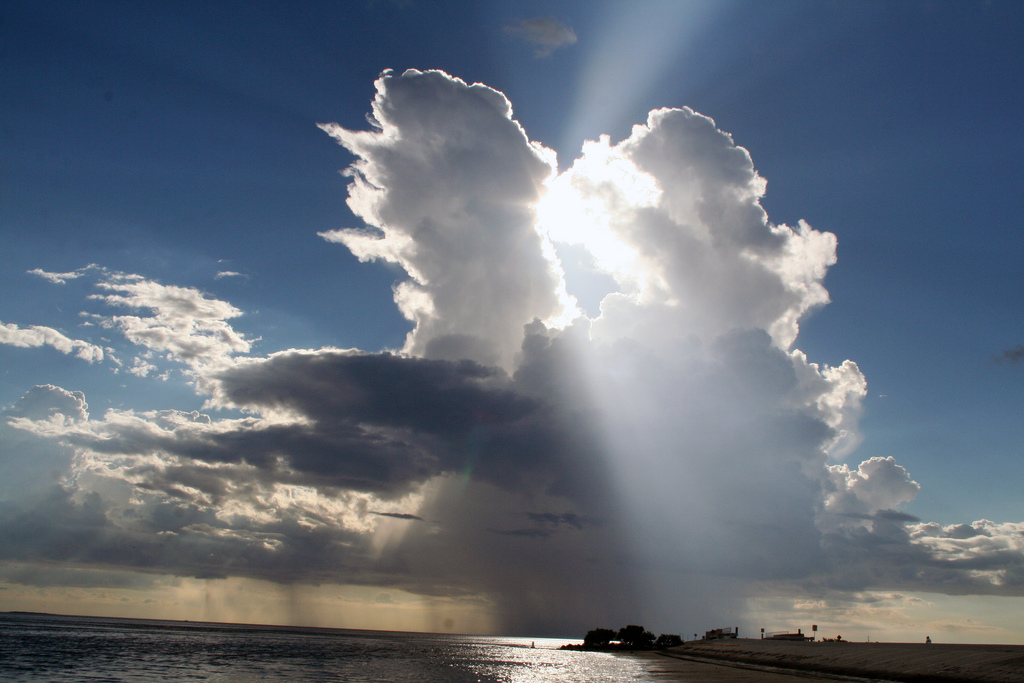
적란운 (멕시코만)

적란운(積亂雲, 영어: cumulonimbus cloud)은 수직으로 발달하는 구름으로 적운과 비슷하지만, 적운보다 수직으로 더 치솟아 있어 산이나 큰 탑처럼 보인다. 구름 속에 전하가 모여 있어 번개와 천둥을 동반하므로 뇌운(雷雲)이라고도 하며, 강한 비, 눈 혹은 우박을 동반할 경우엔 각각 쌘비구름, 쌘눈구름 혹은 쌘우박구름으로도 불린다.
적란운의 윗부분은 빙정, 아랫부분은 물방울로 이루어져 있다. 그리고 중간 부분은 빙정과 작은 물방울이 섞여 있다. 구름 밑면은 매우 어둡고 높이는 땅에서 2km 이하이나, 꼭대기의 높이는 대류권계면 이상 12km에 이를 때도 있어서 성층권을 넘기도 한다. 때문에 적란운이 더 발달하지 못해 옆으로 퍼지는 모루구름이 생기기도 한다. 적란운은 흔히 소나기를 동반하며, 종종 우박과 뇌우, 매우 드물게 용오름(토네이도)을 동반한다. 짧은 시간 동안 강우량이 시간당 30mm ~ 100mm 정도의 매우 많은 비가 좁은 지역에 내리는 집중호우가 발생하기도 한다. 매우 발달한 적란운은 약 1000 ~ 1500만 톤의 물을 포함하고 있는 거대한 '하늘의 저수지'라고 볼 수 있다.
주로 적란운은 일반적으로 한랭전선에서 발생하고, 여름철에 장마전선과 태풍에 자주 발생하고, 여름에 강한 뜨거운 태양의 영향을 받아서 생기는 경우도 있다. 적란운은 이론적으로 소나기를 내리고 소멸하는 것이 일반적이지만, 여름철 고기압의 가장자리의 대기 불안정으로 발생할 경우 소나기가 내린 후에 일시적으로 맑은 날씨를 보이다 다시 소나기구름이 만들어져 소나기가 내리는 일이 두 번 이상 반복되는 일도 있다.

## 뇌우
뇌우는 고립된 적란운 안에서 발생하는 경우도 있지만 대부분의 경우 많은 적란운이 집단을 이루고 있는 속에서 발생한다. 하나하나의 적란운은 수km-10km 정도의 크기인데, 30분에서 1시간 정도 사이에 발생했다가 쇠퇴한다. 몇 개의 적란운이 집단을 이루고 있으면 각각의 적란운이 발달, 쇠퇴 과정을 거치고 나서 전체적으로 우레가 2-3시간 지속되는 일이 있다.  발생기의 적란운은 구름 속 전체에 상승 기류가 있으며, 구름 꼭대기에 가까울수록 상승 기류가 강하다. 구름이 높은 곳에는 빙정(氷晶)이 형성되어 있는데, 물방울 구름도 빙정 구름도 아직 입자가 작기 때문에 상승 기류에 떠받쳐져 강수는 시작되지 않는다.  성숙기가 되면 구름 입자가 빗방울로 성장하여 구름 밑에서 강수가 시작된다. 강우가 어느 정도 강해지면 주위의 공기를 밑으로 끌어당기기 때문에 그 부분의 상승 기류는 점차 약해져 결국 하강 기류로 바뀐다.  구름 속의 상승 기류는 뇌운이 성숙기로 들어간 직후에 가장 강하며, 평균적으로 초속 6m 정도인데, 장소에 따라서는 초속 30m를 넘고 때로는 초속 60m나 되는 경우도 있다. 하강 기류 속에서는 빗방울이 증발하기 때문에 주위의 공기보다 온도가 낮아져 하강속도가 한층 커진다. 하강기류의 강도는 일반적으로 상승기류의 절반 정도이다.  쇠퇴기는 구름 속의 거의 전부가 하강기류로 뒤덮여 있게 된 시기에 비는 계속 내리지만 구름은 쇠퇴하기 시작한다.  최근 레이더를 이용하여 많은 적란운을 조사한 결과에 의하면 앞에서 말한 뇌운과는 달리 구름 하나의 크기가 수십-100km에 달하며, 특별한 구조를 갖는 것이 발견되고 있다.

### 천둥과 번개가 치는 이유
구름 속에 얼음알갱이가 서로 부딪히면서 대량의 전기가 발생하여 대기가 방전되는 것이 번개이다. 그리고 번개가 생기는 원인은 또 있는데 구름 위에는 +전기가 있고 하부에는 -전기가 돌고 있는데 이들이 부딪혀도 번개가 발생하고, 구름 하부의 -전기와 대지의 +전기가 서로 만나면 벼락이 생긴다. 그리고 번개가 치면 주변에 있던 공기는 번개의 뜨거운 열 때문에 팽창하면서 소리를 낸다. 이 소리가 천둥이다. 번개는 시속 약 10억 8000만km를 달리지만 소리는 시속 1224km(초속 340m) 정도밖에 미치지 못해 천둥소리가 몇 초 뒤에 늦게 들리는 것이며 이는 대지에서 구름의 거리가 최소 약 2~3km 정도 되기 때문이다.

## 같이 보기
- 폭풍
- 토네이도
- 뇌우
- 천둥
- 번개